# Iphionopsis
Iphionopsis är ett släkte av korgblommiga växter. Iphionopsis ingår i familjen korgblommiga växter.
Kladogram enligt Catalogue of Life:
| Iphionopsis | \| \| Iphionopsis oblanceolata \| \| \| \| \| \| Iphionopsis rotundifolia \| \| \| \| |
|             | \| \| Iphionopsis oblanceolata \| \| \| \| \| \| Iphionopsis rotundifolia \| \| \| \| |
|             | Iphionopsis oblanceolata                                                              |
|             |                                                                                       |
|             | Iphionopsis rotundifolia                                                              |
|             |                                                                                       |